# Fizélyit
Fizélyit ist ein selten vorkommendes Mineral aus der Mineralklasse der „Sulfide und Sulfosalze“ mit der chemischen Zusammensetzung Pb14Ag5Sb21S48 und gehört strukturell zu den Sulfosalzen mit Blei, Silber und Antimon.
Fizélyit kristallisiert im monoklinen Kristallsystem und entwickelt nur kleine, prismatische Kristalle bis etwa 12 Millimetern Länge, die stark gestreift und sehr spröde und brüchig sind. Das Mineral ist in jeder Form undurchsichtig und seine Oberflächenfarbe variiert zwischen Bleigrau und Stahlgrau. Seine Strichfarbe ist dunkelgrau.

## Etymologie und Geschichte
Erstmals entdeckt wurde Fizélyit in der „Grube Herja“ (auch Mina Herja; ungarisch Herzsabánya) etwa 7 km nordöstlich von Baia Mare im Kreis Maramureș in Nordwest-Rumänien.
Die Analyse und Erstbeschreibung erfolgte durch József Krenner (1839–1920) und József Loczka (1855–1912), die das Mineral nach dem ungarischen Bergbau-Ingenieur und Entdecker des Minerals Sándor Fizély (1856–1918) benannten. Veröffentlicht wurde die Erstbeschreibung erst 1923 nach dem Tod der beiden Mineralogen im ungarischen Fachmagazin Matematikai és Természettudományi Értesitö mit der deutschsprachigen Erklärung, dass diese zusammen mit den Erstbeschreibungen von Kornelit, Warthait, Cosalit und Semseyit aus dem Nachlass von Loczka stammte. Der Ungarischen Akademie der Wissenschaften hatte die Erstbeschreibung von Fizélyit bereits am 16. Juni 1913 vorgelegen.
Das Typmaterial des Minerals wird im Ungarischen Naturwissenschaftlichen Museum (auch Ungarisches Naturhistorisches Museum; englisch Hungarian Natural History Museum, kurz: HNHM) unter der Sammlungsnummer A85-134 (HT) aufbewahrt.
Da der Fizélyit bereits lange vor der Gründung der International Mineralogical Association (IMA) bekannt und als eigenständige Mineralart anerkannt war, wurde dies von ihrer Commission on New Minerals, Nomenclature and Classification (CNMNC) übernommen und bezeichnet den Fizélyit als sogenanntes „grandfathered“ (G) Mineral. Die ebenfalls von der IMA/CNMNC anerkannte Kurzbezeichnung (auch Mineral-Symbol) von Fizélyit lautet „Fiz“.

## Klassifikation
Bereits in der veralteten 8. Auflage der Mineralsystematik nach Strunz gehörte der Fizélyit zur Mineralklasse der „Sulfide und Sulfosalze“ und dort zur Abteilung „Komplexe Sulfide (Sulfosalze)“, wo er zusammen mit Lengenbachit die „Lengenbachit-Fizelyit“ mit der System-Nummer II/D.05a bildete.
Im zuletzt 2018 überarbeiteten und aktualisierten Lapis-Mineralienverzeichnis nach Stefan Weiß, das sich im Aufbau noch nach dieser alten Form der Systematik von Karl Hugo Strunz richtet, erhielt das Mineral die System- und Mineral-Nr. II/E.23-020. In der „Lapis-Systematik“ entspricht dies der Abteilung „Sulfosalze (S : As,Sb,Bi = x)“, wo Fizélyit zusammen mit Arsenquatrandorit, Quatrandorit (ehemals Andorit IV), Senandorit (ehemals Andorit VI), Menchettiit, Ramdohrit, Roshchinit und Uchucchacuait die unbenannte Gruppe II/E.23 bildet.
Die von der International Mineralogical Association (IMA) zuletzt 2009 aktualisierte 9. Auflage der Strunz’schen Mineralsystematik ordnet den Fizélyit in die neu definierte Abteilung der „Sulfosalze mit PbS als Vorbild“ ein. Diese Abteilung ist zudem weiter unterteilt nach dem entsprechenden Vorbild und dessen Abwandlung (Derivat), so dass das Mineral entsprechend seiner Zusammensetzung in der Unterabteilung „Galenit-Derivate mit Blei (Pb)“ zu finden ist, wo es zusammen mit Gustavit, Lillianit, Quatrandorit, Ramdohrit, Roshchinit, Senandorit, Treasurit, Uchucchacuait, Vikingit und Xilingolith die „Lillianitgruppe“ mit der System-Nr. 2.JB.40a bildet.
Auch die vorwiegend im englischen Sprachraum gebräuchliche Systematik der Minerale nach Dana ordnet den Fizélyit in die Klasse der „Sulfide und Sulfosalze“ und dort in die Abteilung der „Sulfosalze“ ein. Hier ist er zusammen mit Andorit, Bursait, Gustavit, Lillianit, Ramdohrit, Roshchinit und Uchucchacuait in der „Lillianitgruppe (Orthorhombisch, mit der Zusammensetzung AmBnS6 mit A=Pb, Ag, Mn und B=Sb, Bi)“ mit der System-Nr. 03.04.15 innerhalb der Unterabteilung „Sulfosalze mit dem Verhältnis 3 > z/y und der Zusammensetzung (A+)i(A2+)j[ByCz], A = Metalle, B = Halbmetalle, C = Nichtmetalle“ zu finden.

## Kristallstruktur
Fizélyit kristallisiert monoklin in der Raumgruppe P21/n (Raumgruppen-Nr. 14, Stellung 2) mit den Gitterparametern a = 19,2767 Å; b = 13,2345 Å; c = 8,7230 Å und β = 90,401° sowie einer Formeleinheiten pro Elementarzelle.

## Bildung und Fundorte

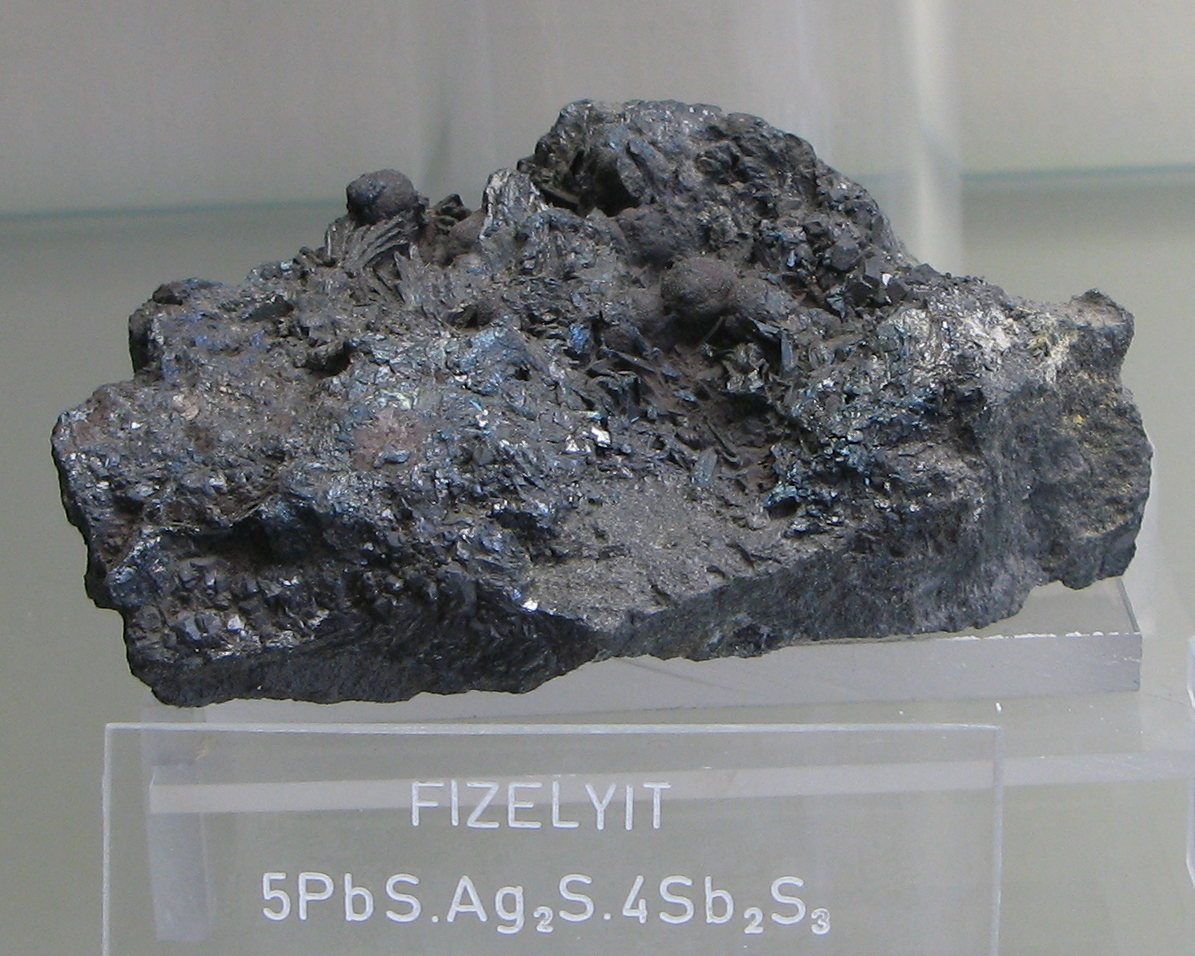
Fizélyit aus Kisbanya (eigentlich Băița), Rumänien – Ausgestellt im Mineralogischen Museum der Uni Bonn

Fizélyit bildet sich durch hydrothermale Vorgänge in Blei- und Zinkerz-Lagerstätten. Als Begleitminerale treten unter anderem Dolomit, Galenit, Pyrit, Pyrrhotin, Quarz, Semseyit und Sphalerit auf.
Als seltene Mineralbildung konnte Fizélyit nur an wenigen Fundorten nachgewiesen werden, wobei bisher rund 60 Fundorte dokumentiert sind (Stand: 2023). Neben seiner Typlokalität „Grube Herja“ nahe Chiuzbaia fand sich das Mineral in Rumänien noch im nahegelegenen Stollen „Dealul Crucii“ (deutsch: Kreuzberg) und bei Baia Sprie (Felsöbánya, ungarisch Nagybánya) im Kreis Maramureș.
Bisher bekannte Fundorte in Deutschland sind Haslach im Kinzigtal (Baberast) und die „Grube Ludwig“ im Adlersbachtal bei Hausach in Baden-Württemberg sowie die „Grube Claus-Friedrich“ bei Sankt Andreasberg im niedersächsischen Oberharz.
Weitere Fundorte liegen unter anderem in Argentinien, Bolivien, China, Frankreich, Italien, Kanada, Russland, der Slowakei, Tadschikistan, Tschechien, Ungarn und den Vereinigten Staaten von Amerika (Colorado, Kalifornien und Nevada).